# Grand Prix-wegrace van de DDR 1967
De Grand Prix-wegrace van de DDR 1967 was de zevende Grand Prix van wereldkampioenschap wegrace in het seizoen 1967. De races werden verreden op 16 juli 1967 op de Sachsenring in Hohenstein-Ernstthal. Alle soloklassen met uitzondering van de 50cc-klasse kwamen aan de start. Werner Daubitz verongelukte met een MZ tijdens deze Grand Prix.

## 500cc-klasse
Na de nederlaag in België stuurde Honda een geheel nieuwe 500cc-machine voor Mike Hailwood naar de DDR. Deze had een lichtere motor door gebruik van veel magnesium voor het carter, de versnellingsbak en andere onderdelen. Hailwood had als snelste getraind maar Giacomo Agostini leidde vanaf de start en elke ronde werd zijn voorsprong enkele seconden groter. Hailwood's Honda begon over te slaan en uiteindelijk ging de versnellingsbak stuk en Hailwood moest de RC 181 parkeren. Giacomo Agostini won de race. John Hartle (Métisse-Matchless) werd op een ronde tweede en Jack Findlay werd derde.
| Pos | Coureur          | Merk               | Tijd      | Punten |
| --- | ---------------- | ------------------ | --------- | ------ |
| 1   | Giacomo Agostini | MV Agusta          | 1:00"34'0 | 8      |
| 2   | John Hartle      | Métisse-Matchless  | +1 ronde  | 6      |
| 3   | Jack Findlay     | McIntyre-Matchless | +1 ronde  | 4      |
| 4   | John Dodds       | Norton             | +1 ronde  | 3      |
| 5   | Rodney Gould     | Norton             | +1 ronde  | 2      |
| 6   | Dan Shorey       | Norton             | +1 ronde  | 1      |
| 7   | Billie Nelson    | Norton             |           |        |
| 8   | Chris Conn       | Norton             |           |        |
| 9   | Steve Spencer    | Norton             |           |        |
| 10  | Gyula Marsovszky | Matchless          |           |        |
| 11  | Godfrey Nash     | Norton             |           |        |
| 12  | Bosse Granath    | Métisse-Matchless  |           |        |
| 13  | Keith Turner     | Matchless          |           |        |
| 14  | Jack Saunders    | Matchless          |           |        |
| 15  | Hannu Kuparinen  | Matchless          |           |        |

| Coureur          | Merk              | Oorzaak         |
| ---------------- | ----------------- | --------------- |
| Eric Hinton      | Norton            |                 |
| Kel Carruthers   | Métisse-Matchless |                 |
| Malcolm Stanton  | Norton            |                 |
| Stuart Morin     | Norton            |                 |
| Fritjof Eccarius | Matchless         |                 |
| Karl Hoppe       | Matchless         |                 |
| Jourko Ryhänen   | Matchless         |                 |
| Fred Stevens     | Hannah-Paton      |                 |
| Joe Dunphy       | Norton            |                 |
| John Cooper      | Norton            | Val             |
| Lewis Young      | Matchless         |                 |
| Mike Hailwood    | Honda             | Versnellingsbak |
| Karoly Berek     | Norton            |                 |

| Coureur            | Merk             | Oorzaak |
| ------------------ | ---------------- | ------- |
| Ivor Lloyd         | Matchless        | [ 1 ]   |
| Mike Duff          | Matchless        |         |
| Derek Minter       | Norton           |         |
| Griff Jenkins      | Norton           |         |
| John Blanchard     | Seeley-Matchless |         |
| Maurice Hawthorne  | Norton           |         |
| Peter Williams     | Arter-Matchless  |         |
| Rob Fitton         | Norton           |         |
| Angelo Bergamonti  | Hannah-Paton     |         |
| Giuseppe Mandolini | Moto Guzzi       | [ 2 ]   |
| Johnny Rockett     | Norton           | [ 1 ]   |
| Andreas Georgeades | Velocette        | [ 1 ]   |

### Top tien tussenstand 500cc-klasse
| Pos | Coureur          | Merk                      | Ptn |
| --- | ---------------- | ------------------------- | --- |
| 1   | Giacomo Agostini | MV Agusta                 | 30  |
| 2   | Mike Hailwood    | Honda                     | 22  |
| 3   | Peter Williams   | Arter-Matchless           | 16  |
| 4   | Jack Findlay     | McIntyre-Matchless        | 11  |
| 5   | John Hartle      | Métisse-Matchless         | 7   |
| 6   | Fred Stevens     | Hannah-Paton              | 6   |
| 7   | Gyula Marsovszky | Matchless                 | 4   |
| 7   | Steve Spencer    | Norton                    | 4   |
| 7   | Dan Shorey       | Norton                    | 4   |
| 10  | John Cooper      | Norton / Seeley-Matchless | 3   |
| 10  | Rob Fitton       | Norton                    | 3   |
| 10  | John Dodds       | Norton                    | 3   |

## 350cc-klasse
Op de opdrogende Sachsenring in de DDR kon Giacomo Agostini niet in de schaduw van Mike Hailwood blijven. Halverwege de race begon de MV Agusta slecht te lopen en bij een pitstop werd geconstateerd dat een van de aanzuigkelken was verdwenen, maar er was geen reserve-exemplaar beschikbaar, zodat Ago met deze slecht lopende motor verder moest. Hij werd weliswaar tweede, maar op 2½ minuut achter Mike Hailwood. Derek Woodman werd derde omdat hij in de laatste kilometer de duwende Heinz Rosner kon passeren.
| Pos | Coureur          | Merk              | Tijd      | Punten |
| --- | ---------------- | ----------------- | --------- | ------ |
| 1   | Mike Hailwood    | Honda             | 1:05"15'8 | 8      |
| 2   | Giacomo Agostini | MV Agusta         | +2"39'0   | 6      |
| 3   | Derek Woodman    | MZ                | +1 ronde  | 4      |
| 4   | Kel Carruthers   | Métisse-Aermacchi | +1 ronde  | 3      |
| 5   | Heinz Rosner     | MZ                | +1 ronde  | 2      |
| 6   | Dan Shorey       | Norton            | +2 ronden | 1      |

| Coureur          | Merk    | Oorzaak |
| ---------------- | ------- | ------- |
| Renzo Pasolini   | Benelli |         |
| Silvio Grassetti | Benelli |         |

| Coureur           | Merk         |
| ----------------- | ------------ |
| Bohumil Staša     | Jawa         |
| Gustav Havel      | Jawa         |
| Brian Steenson    | Aermacchi    |
| Chris Conn        | Norton       |
| Fred Stevens      | Hannah-Paton |
| Ian McGregor      | Norton       |
| Ralph Bryans      | Honda        |
| Alberto Pagani    | Aermacchi    |
| Gilberto Milani   | Aermacchi    |
| Masahiro Wada     | Yamaha       |
| Shigeyoshi Mimuro | Yamaha       |
| Toshimi Yorino    | Honda        |

### Top tien tussenstand 350cc-klasse
| Pos | Coureur          | Merk              | Ptn |
| --- | ---------------- | ----------------- | --- |
| 1   | Mike Hailwood    | Honda             | 32  |
| 2   | Giacomo Agostini | MV Agusta         | 24  |
| 3   | Renzo Pasolini   | Benelli           | 8   |
| 3   | Derek Woodman    | MZ                | 8   |
| 5   | Alberto Pagani   | Aermacchi         | 6   |
| 5   | Kel Carruthers   | Métisse-Aermacchi | 6   |
| 7   | Heinz Rosner     | MZ                | 4   |
| 8   | Fred Stevens     | Hannah-Paton      | 3   |
| 9   | Chris Conn       | Norton            | 2   |
| 9   | Gilberto Milani  | Aermacchi         | 2   |

## 250cc-klasse
In de DDR vochten Phil Read en Mike Hailwood zes ronden lang om de leiding, maar toen reed Hailwood met motorpech de pit binnen. Phil Read won de 250cc-race en Bill Ivy werd tweede met een royale voorsprong op Ralph Bryans.
| Pos | Coureur          | Merk    | Tijd     | Punten |
| --- | ---------------- | ------- | -------- | ------ |
| 1   | Phil Read        | Yamaha  | 46:40'60 | 8      |
| 2   | Bill Ivy         | Yamaha  | +53'50   | 6      |
| 3   | Ralph Bryans     | Honda   | +1:38'80 | 4      |
| 4   | Heinz Rosner     | MZ      | +3:01'80 | 3      |
| 5   | Ginger Molloy    | Bultaco | +1 ronde | 2      |
| 6   | Gyula Marsovszky | Bultaco | +1 ronde | 1      |

| Coureur       | Merk  | Oorzaak         |
| ------------- | ----- | --------------- |
| Derek Woodman | MZ    | Versnellingsbak |
| Mike Hailwood | Honda | Motor           |

| Coureur          | Merk   | Oorzaak |
| ---------------- | ------ | ------- |
| Yvon Duhamel     | Yamaha | [ 1 ]   |
| Ron Grant        | Yamaha | [ 1 ]   |
| Frank Camillieri | Yamaha | [ 1 ]   |

| Coureur           | Merk         |
| ----------------- | ------------ |
| Jack Findlay      | Bultaco      |
| Malcolm Stanton   | Aermacchi    |
| Rolf Schmid       | Bultaco      |
| Carlos Giró       | Ossa         |
| José Medrano      | Bultaco      |
| Bill Smith        | Kawasaki     |
| Brian Steenson    | Aermacchi    |
| Dave Simmonds     | Kawasaki     |
| Fred Stevens      | Hannah-Paton |
| Mick Chatterton   | Yamaha       |
| Tommy Robb        | Bultaco      |
| Gilberto Milani   | Aermacchi    |
| Akiyasu Motohashi | Yamaha       |
| Jyun Hamano       | Yamaha       |

### Top tien tussenstand 250cc-klasse
| Pos | Coureur          | Merk     | Ptn |
| --- | ---------------- | -------- | --- |
| 1   | Phil Read        | Yamaha   | 34  |
| 2   | Ralph Bryans     | Honda    | 33  |
| 3   | Bill Ivy         | Yamaha   | 28  |
| 4   | Mike Hailwood    | Honda    | 26  |
| 5   | Derek Woodman    | MZ       | 8   |
| 5   | Ginger Molloy    | Bultaco  | 8   |
| 5   | Heinz Rosner     | MZ       | 8   |
| 8   | Dave Simmonds    | Kawasaki | 5   |
| 9   | José Medrano     | Bultaco  | 4   |
| 9   | Gyula Marsovszky | Bultaco  | 4   |

## 125cc-klasse
In Oost-Duitsland op de Sachsenring werden - ook door het Suzuki team - de nieuwe 125cc-viercilinders (RS 67) verwacht, maar toen die niet arriveerden moest men de tweecilinders gebruiken. Yoshimi Katayama startte als snelste en leidde toen hij in de derde ronde een vastloper kreeg. Bill Ivy nam de leiding over en achter hem vochten Phil Read en Stuart Graham om de tweede plaats. Read won die strijd en Graham werd derde.
| Pos | Coureur          | Merk   | Tijd     | Punten |
| --- | ---------------- | ------ | -------- | ------ |
| 1   | Bill Ivy         | Yamaha | 39:38'9  | 8      |
| 2   | Phil Read        | Yamaha | +23'1    | 6      |
| 3   | Stuart Graham    | Suzuki | +30'2    | 4      |
| 4   | Klaus Enderlein  | MZ     | +1 ronde | 3      |
| 5   | Thomas Heuschkel | MZ     | +1 ronde | 2      |
| 6   | László Szabó     | MZ     | +1 ronde | 1      |

| Coureur          | Merk   | Oorzaak   |
| ---------------- | ------ | --------- |
| Yoshimi Katayama | Suzuki | Vastloper |

| Coureur        | Merk   | Oorzaak |
| -------------- | ------ | ------- |
| Jean-Guy Duval | Yamaha | [ 1 ]   |
| Ralph Swegan   | Yamaha | [ 1 ]   |
| Robert Lusk    | Yamaha | [ 1 ]   |
| Robert Messina | Yamaha | [ 1 ]   |
| Tim Coopey     | Yamaha | [ 1 ]   |

| Coureur              | Merk     |
| -------------------- | -------- |
| Barry Smith          | Bultaco  |
| Kel Carruthers       | Honda    |
| Kevin Cass           | Bultaco  |
| Hartmut Bischoff     | MZ       |
| Jürgen Lenk          | MZ       |
| Hans Georg Anscheidt | Suzuki   |
| Herbert Mann         | MZ       |
| Walter Scheimann     | Honda    |
| José Maria Busquets  | Montesa  |
| José Medrano         | Bultaco  |
| Jean-Louis Vergnais  | Bultaco  |
| Dave Simmonds        | Kawasaki |
| Jim Curry            | Honda    |
| Rex Avery            | EMC      |
| Francesco Villa      | Montesa  |
| Giovanni Burlando    | Honda2   |
| Walter Villa         | Montesa  |
| Akiyasu Motohashi    | Yamaha   |
| Hideo Kanaya         | Suzuki   |
| Isao Morishita       | Suzuki   |
| Yasuho Shigeno       | Suzuki   |
| Cees van Dongen      | Honda    |
| Ginger Molloy        | Bultaco  |

### Top tien tussenstand 125cc-klasse
| Pos | Coureur              | Merk     | Ptn |
| --- | -------------------- | -------- | --- |
| 1   | Phil Read            | Yamaha   | 34  |
| 2   | Bill Ivy             | Yamaha   | 30  |
| 3   | Stuart Graham        | Suzuki   | 20  |
| 4   | Yoshimi Katayama     | Suzuki   | 19  |
| 5   | Hans Georg Anscheidt | Suzuki   | 6   |
| 6   | Dave Simmonds        | Kawasaki | 5   |
| 6   | László Szabó         | MZ       | 5   |
| 8   | Akiyasu Motohashi    | Yamaha   | 3   |
| 8   | Walter Villa         | Montesa  | 3   |
| 8   | Klaus Enderlein      | MZ       | 3   |

1958 · 1959 · 1960 · 1961 · 1962 · 1963 · 1964 · 1965 · 1966 · 1967 · 1968 · 1969 · 1970 · 1971 · 1972 · 1973 · 1974 · 1975 · 1976 · 1977 · 1978 · 1979 · 1980 · 1981 · 1982 · 1983 · 1984 · 1985 · 1986 · 1987 · 1988 · 1989